# Glos-la-Ferrière
Pour les articles homonymes, voir Glos (homonymie).
Glos-la-Ferrière  est une ancienne commune française, située dans le département de l'Orne en région Normandie, devenue le 1er janvier 2016 une commune déléguée au sein de la commune nouvelle de La Ferté-en-Ouche.
Elle est peuplée de 492 habitants.

## Géographie
Situé au nord-est du département de l'Orne et limitrophe de l'Eure, Glos-la-Ferrière est à 10 km au nord de L'Aigle et à 75 km de la ville côtière la plus proche, Trouville-sur-Mer. Le bourg se situe à une altitude de 228,5 mètres (NGF) voire 234 mètres environ au niveau de l'église.
Glos-la-Ferrière est traversée par le Val-Vernet, le Val Coulé et la Barne.
Le village est situé sur le plateau du pays d'Ouche constitué par une couverture d'argile à silex avec lambeaux de limons.
| Couvains (comm. nouv. de La Ferté-en-Ouche) | Chambord (Eure)           | Chambord (Eure)   |
| Couvains (comm. nouv. de La Ferté-en-Ouche) | Glos-la-Ferrière          | Juignettes (Eure) |
| Gauville (comm. nouv. de La Ferté-en-Ouche) | Saint-Nicolas-de-Sommaire | Juignettes (Eure) |

## Toponymie
Glos est attesté sous les formes : Gloth 1050 - 1066,,, Glos vers 1136, Glos sous l'Aigle vers 1790, Glos-la-Ferrière depuis 1800[source secondaire souhaitée]. La formation du toponyme est homonyme de deux autres villages en Normandie : Glos (Calvados, Gloz 1198, Glotium 1283), Glos-sur-Risle (Eure, Gloz 1175),,.
Pour Albert Dauzat et Charles Rostaing, il s'agit peut-être d'une variante du gaulois clottu « grotte, excavation » représenté dans la toponymie du Midi et des Alpes. cf. les Balmes de Glos en Isère. Xavier Delamarre mentionne les mots des dialectes français et provençaux clot, clota, etc. signifiant « trou, cavité, fosse » issus du gallo-roman *CLOTTO « cavité, trou », issu du gaulois *clutso, variante de *cl(o)usto « oreille », d'où « trou de l'oreille » (cf. gallois clust « oreille »).
Pour Ernest Nègre, il s'agit d'un nom de personne germanique employé absolument, comme c'est souvent le cas. Il cite Chlodio.
François de Beaurepaire ne se prononce pas.
Aucun de ces auteurs ne se risque à une analyse à partir d'un étymon vieux norrois ou anglo-saxon [lequel d'ailleurs ?]. Elle se heurte aussi au fait que les Glos sont situés hors de la zone de diffusion des toponymes anglo-scandinaves.
Le gentilé est Glosien.
La Ferrière est un toponyme du Bas Moyen Âge, comme le suggère la présence de l'article défini. L'ancien français ferrière (cf. latin médiéval ferreria) est attesté en 1398 au sens d'« installation pour extraire, fondre et forger le fer ». Le pays d'Ouche était en effet réputé pour cette activité jusqu'au XVIIe siècle.

## Armoiries
Ses armes peuvent se blasonner ainsi : losangé d'or et de gueules[réf. nécessaire].

## Histoire
- Elle n'est pas vérifiable et peut contenir des informations totalement erronées. Il est fortement conseillé aux contributeurs d'étayer son contenu par des sources fiables. Sans cela, sa suppression pourrait être envisagée. (si vous venez d'apposer le bandeau, veuillez cliquer sur ce lien pour créer la discussion et en afficher les indications). (Marqué depuis mai 2025)

- Elle ne s’appuie pas, ou pas assez, sur des sources secondaires ou tertiaires. (Marqué depuis mai 2025)
- Son ton est trop lyrique ou dithyrambique. Le texte doit adopter un ton neutre et encyclopédique (aide). (Marqué depuis mai 2025)

L'occupation humaine de Glos remonterait au Néolithique. Il existe en effet, sur la route Glos-L'Aigle dans le petit bois situé face au lieu-dit le Boulay-Filleul, une pierre d'assez grande dimension (classée monument historique). En 1878, un instituteur effectuant une fouille à sa base y aurait découvert des haches de silex et un percuteur[source secondaire souhaitée].
De plus, on a trouvé près de l'église des monnaies et des bagues de fabrication romaine. Enfin, une voie romaine passait par le hameau de la Haute-Voie, au sud du bourg. Cette voie devait être indispensable lorsque Glos fut la capitale de l'industrie métallurgique de Normandie, avant l'ère chrétienne et jusqu'à la fin du xvie siècle[réf. incomplète].
Aujourd'hui encore, on se rend compte de l'importance de Glos au xe siècle en allant voir l'impressionnante butte (d'environ 7 mètres de hauteur et 45 mètres de diamètre) et d'imaginer le château fait de poutres énormes sur vingt mètres de haut. Cette organisation basée sur le bois, est différente de celle de Verneuil qui a un château de briques dont il reste le donjon du xe siècle. Glos est peut-être à la charnière de deux mondes : le monde romain et le monde des peuples du Nord
. Des monnaies d'un Jean duc de Bretagne seigneur de l'Aigle furent trouvées dans les environs du château fort[source secondaire souhaitée].
En 1793, le 21 brumaire, un arrêté de l'Assemblée obligea les communes à fouiller jusque dans les cimetières pour en extraire le plomb pour les munitions nécessaires dans la guerre contre les chouans.

### Quelques faits d'Histoire
En 1113, le roi d'Angleterre et duc de Normandie  Henri Ier se rendit avec sa cour à l'abbaye de Saint-Évroult pour célébrer la fête de la Vierge. En 1119, il vint à la Ferté-Fresnel battre le seigneur de l'Aigle. Puis il tourna ses armes contre ses ennemis de Lyre et de Glos. Roger qui commandait le château de Glos fut battu et se soumit. De 1358 à 1450, pendant la guerre de Cent Ans, les Anglais dévastèrent l'abbaye de Saint-Evroult et pillèrent la « ville de Glos »[réf. incomplète].
À la création des cantons, Glos est chef-lieu de canton. Ce canton est supprimé lors du redécoupage cantonal de l'an IX (1801).

Le 26 septembre 1815, 400 soldats prussiens occupèrent Glos pendant huit jours, vivant de réquisitions.
En 1830, effrayé par la Révolution, Mgr Saussol, évêque de Sées, se réfugia à Glos pendant trois mois.
En 1848, on planta deux arbres de la Liberté, l'un auprès de l'église, l'autre au bourg.
En 1871, 35 000 Prussiens en un jour, puis 45 000 en trois jours, s'abattirent sur la région.

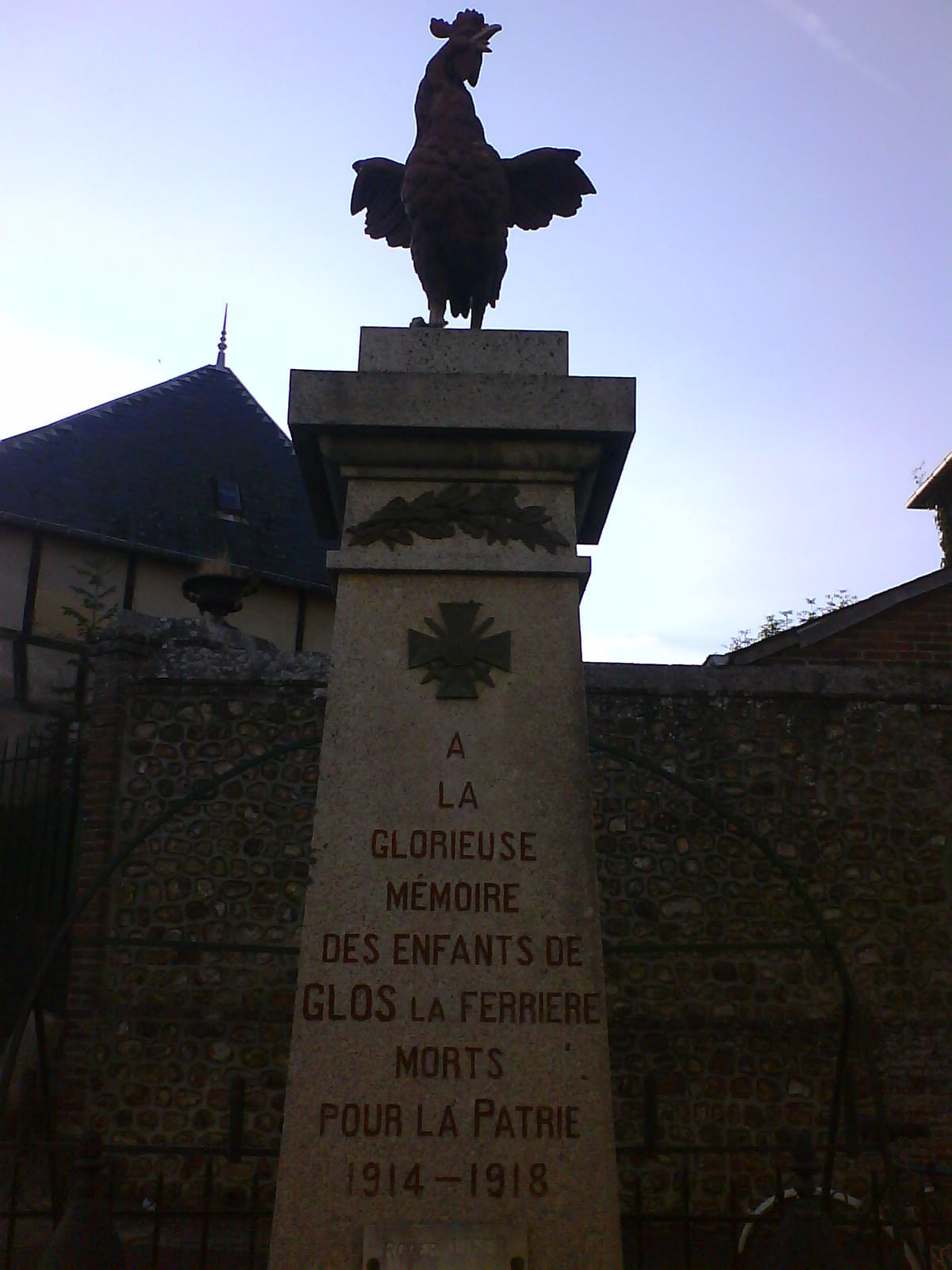
Le monument aux morts.

La Grande Guerre fit vingt-quatre victimes (dont Félix Chalin, Emile Bertin, Ludovic Bunel, André Fourchégu, Clovis François, René Gohier, Auguste Leffray, Henri Mariette, Georges Nicolas, Philémon Mercier, Fernand Goupil, Georges Goupil, Alphonse Duval, Alexandre Hervé, René Lemonnier, Georges Play, Henri Rouillon, Albert Troussard, Louis Blanchoud et Victorin Plumauzille).
Lors de la Seconde Guerre mondiale, Glos fut libérée sans difficulté le 23 août 1944 par les Anglais. Un enfant de 13 ans, Roger Liger, avait été tué dix jours auparavant.[réf. souhaitée]
Le 1er janvier 2016, Glos-la-Ferrière intègre avec neuf autres communes la commune de La Ferté-en-Ouche créée sous le régime juridique des communes nouvelles instauré par la loi no 2010-1563 du 16 décembre 2010 de réforme des collectivités territoriales. Les communes d'Anceins, Bocquencé, Couvains, La Ferté-Frênel, Gauville, Glos-la-Ferrière, Heugon, Monnai, Saint-Nicolas-des-Laitiers et Villers-en-Ouche deviennent des communes déléguées et La Ferté-Frênel est le chef-lieu de la commune nouvelle.

### Découpage
En 1411, le village fut pillé par les troupes du duc d'Alençon.
À la suite de la Révolution, Glos-la-Ferrière est nommé chef-lieu de canton dans le district de L'Aigle. Ce canton comprenait 17 communes jusqu'en l'an VII (1798) puis 22 communes jusqu'au 5 brumaire an X (27 octobre 1801).
Mais la commune de La Ferté-Fresnel revendique cette position et envoie donc au Sénat, avec copie à messieurs les commissaires du roi et à l'Assemblée administrative du département de l'Orne une réclamation. Le premier argument est la position centrale de bourg de La Ferté-Fresnel alors que plusieurs paroisses du canton sont éloignées de plus de trois lieues de Glos. De plus, La Ferté-Fresnel invoque qu'elle possède un « marché assez considérable » et « une très forte halle à blé » que n'a pas Glos-la-Ferrière. Le mémoire continue de citer d'autres avantages que possède La Ferté-Fresnel comme l'existence d'un bureau de contrôle des actes, d'un bureau des aides, d'un bureau des recettes de régie qui n'existent pas à Glos-la-Ferrière. Enfin, la commune offre un dernier argument : les « eaux très belles et très limpides » de la Ferté-Fresnel opposé à « la sécheresse » de sa rivale. Finalement, la flatterie et l'obséquiosité viennent couronner la démonstration : « La commune du bourg de la Ferté-Fresnel ose se flatter que messieurs les administrateurs du département de l'Orne, dont les connaissances sublimes vont journellement opérer le bonheur des citoyens de leur département, et dont le zèle à remplir scrupuleusement les grandes fonctions qui leur ont été, à juste titre, confiées par leurs concitoyens et compatriotes, voudront bien (...) lui accorder la translation ». Glos-la-Ferrière n'a pu qu'objecter en vain d'autres arguments, soutenant notamment que sa population était doublement plus élevée. La Ferté-Fresnel deviendra ainsi le chef-lieu de canton en lieu et place de Glos-la-Ferrière.
.

### La justice
Dès 1279, Glos-la-Ferrière fut le siège d'une sergenterie comptant alors vingt-cinq paroisses et elle le demeure jusqu'à la Révolution. Elle se rattachait à la vicomté de Breteuil dont un lieutenant tenait audience à Glos de dix en dix semaines pour la haute et basse justice. Les moines et leurs sujets avaient le droit, encore en 1472, d'y plaider en première instance, mais leurs appels étaient portés au siège de Breteuil puis à l'échiquier de Rouen. À partir de 1747, la vicomté de Breteuil eut son siège à Glos-la-Ferrière. Nous ne savons ce qu'il en advint par la suite[source secondaire souhaitée].
Le 13 septembre 1789, les « principaux habitant » de Glos décidèrent de former un « comité » pour « régler la police » dans le bourg : deux gardes relevés de six en six heures furent postés auprès de l'église et auprès des halles (place de la Poste). De plus, une « patrouille roulante » fut établie nuit et jour composée de six hommes[réf. incomplète]. Le 13 septembre 1789, les « principaux habitant » de Glos décidèrent de former un « comité » pour « régler la police » dans le bourg : deux gardes relevés de six en six heures furent postés auprès de l'église et auprès des halles (place de la Poste). De plus, une « patrouille roulante » fut établie nuit et jour composée de six hommes[réf. incomplète].

### Extraction et métallurgie du fer
Dès l'époque gallo-romaine, Glos est une ville de forgerons, « les ferrons ». Pendant près d'un millénaire, le commerce du fer et des armes enrichit la ville qui a une population considérable pour l'époque. On peut estimer que derrière ses remparts, plus de 10 000 habitants vivent de cette industrie et de ce commerce[source secondaire nécessaire].
Guillaume le Conquérant demanda, pour la bataille d'Hastings qui lui ouvre les portes de l'Angleterre, des soldats équipés de « piques » de Glos. L'autel de Nantes, trouvé sous la cathédrale Notre-Dame de Paris, figure ces piques avec trois Gaulois. Une l'inscription rappelle qu'ils sont de la région d'Évreux[réf. souhaitée].
Les coutumes des ferrons sont codifiées par la royauté en 1224. Ils sont « bourgeois » donnant cette noblesse à toute la commune. Ils auront une charte qui est reconnue pour les défendre par l'abbaye de Saint-Évroult tandis que l'abbaye Notre-Dame de Lyre les soutient.[réf. nécessaire]
Toutes les communautés des ferrons du Pays d'Ouche dépendent de celle de Glos. Cette unification dépend de la protection accordée par le roi. Chaque année, les ferrons s'assemblaient le dimanche d'après la nativité de saint Jean-Baptiste, dans la chapelle de la Maladrerie de Glos-la-Ferrière afin d'élire un juge ou maître des ferrons, obligatoirement natif de Glos, sachant forger et manier le fer. Son rôle était de recevoir le serment des ferrons de Normandie, de délivrer les lettres de maîtrise, de trancher les différends entre patron et ouvriers, tireurs de minerai, clients[réf. incomplète]… En retour de ces privilèges, il devait 150 « pics » au roi, aux recettes de Breteuil et d'Orbec (cette redevance fut en 1655 transformée en une rente de 15 livres tournois).[réf. nécessaire] Au début du XIVe siècle, le maître des ferrons de Glos a autorité sur plus de 250 forges du pays d'Ouche.
Cette institution dura jusqu'à la Révolution, souvent confirmée par les rois de France. À l'audience du maître des ferrons à Glos, les huissiers étaient aussi des ouvriers du fer et tenaient toujours un marteau de 30 livres et, au moindre bruit, cassaient les dents du « gêneur »… Le maître se tenait sur une haute enclume, jambe deçà, jambe delà[réf. incomplète].
Des fouilles effectuées en 1892 à Rugles et Glos démontrèrent que les forges de la région avaient une origine gauloise, ce que confirment les énormes tas de scories qui forment le sous-sol de ce deux cités. D'autre part, la production métallique des forges de Normandie et Bretagne atteignait en 1644 3 500 à 4 000 tonnes[réf. incomplète].
Tant que les bas fourneaux et les forges à bras dominent, la ville de Glos est un centre important. La modernisation, les forges hydrauliques entament le déclin par manque de rivières à proximité. Vient alors la Révolution, les tréfileries ont pris la suite des forges, produit raffiné avec secret de fabrication des aiguilles. Seule reste aujourd'hui la maison Bohin. Cette industrie s'éteint vers 1880 et peu après un Allemand achète le laitier par millions de tonnes car il est encore riche en fer et, il l'emploie dans des hauts fourneaux de son pays[source secondaire nécessaire].
Le dernier signe visible aujourd'hui est la présence de centaines de clous plantés dans la façade de l'église.

### Couture et tissage du Lin
Glos fut encore un centre pour la couture des gants, à partir de 1817. Costard, du Sap, fabriquait les machines. La couture d'une paire de gants demandait trois heures à une bonne ouvrière et coûtait trente centimes
.

## Devises et dictons
« Bourg de L'Aigle, ville de Glos » (ancien).

## Politique et administration
Le conseil municipal était composé de quinze membres dont le maire et trois adjoints. Ces conseillers intègrent au complet le conseil municipal de La Ferté-en-Ouche le 1er janvier 2016 jusqu'en 2020 et Michel Boulanger devient maire délégué.

## Population et société
L'évolution du nombre d'habitants est connue à travers les recensements de la population effectués dans la commune depuis 1793. À partir du 1er janvier 2009, les populations légales des communes sont publiées annuellement dans le cadre d'un recensement qui repose désormais sur une collecte d'information annuelle, concernant successivement tous les territoires communaux au cours d'une période de cinq ans. 
Pour les communes de moins de 10 000 habitants, une enquête de recensement portant sur toute la population est réalisée tous les cinq ans, les populations légales des années intermédiaires étant quant à elles estimées par interpolation ou extrapolation. Pour la commune, le premier recensement exhaustif entrant dans le cadre du nouveau dispositif a été réalisé en 2004,.
En 2021, la commune comptait 492 habitants, en évolution de −8,38 % par rapport à 2015 (Orne : −1,53 %, France hors Mayotte : +2,49 %).
Glos-la-Ferrière a compté jusqu'à 1 260 habitants en 1836.
| 1793  | 1800  | 1806  | 1821  | 1836  | 1841  | 1846  | 1851  | 1856 |
| ----- | ----- | ----- | ----- | ----- | ----- | ----- | ----- | ---- |
| 1 167 | 1 211 | 1 257 | 1 248 | 1 260 | 1 240 | 1 185 | 1 096 | 952  |

| 1861 | 1866 | 1872 | 1876 | 1881 | 1886 | 1891 | 1896 | 1901 |
| ---- | ---- | ---- | ---- | ---- | ---- | ---- | ---- | ---- |
| 947  | 909  | 882  | 856  | 782  | 730  | 727  | 684  | 660  |

| 1906 | 1911 | 1921 | 1926 | 1931 | 1936 | 1946 | 1954 | 1962 |
| ---- | ---- | ---- | ---- | ---- | ---- | ---- | ---- | ---- |
| 682  | 652  | 574  | 536  | 554  | 554  | 611  | 529  | 554  |

| 1968 | 1975 | 1982 | 1990 | 1999 | 2004 | 2009 | 2014 | 2019 |
| ---- | ---- | ---- | ---- | ---- | ---- | ---- | ---- | ---- |
| 525  | 540  | 556  | 567  | 521  | 558  | 555  | 534  | 502  |

## Lieux et monuments
Cette section ne s'appuie pas, ou pas assez, sur des sources secondaires ou tertiaires indépendantes du sujet. Le texte peut contenir des analyses inexactes ou inédites de sources primaires.
Pour l'améliorer, ajoutez-en, ou placez des modèles {{Source secondaire souhaitée}} ou {{Source secondaire nécessaire}} sur les passages mal sourcés. (mai 2025)

### Le château du Boële et son colombier.
Ils sont inscrits au titre des monuments historiques. Le château construit vers 1625 par Jacques Jouey, avocat à Rugles. On ne connaît pas l'origine du fief qui était déjà constitué en 1414.
Son propriétaire en 1570, Jacques Jouey fut conseiller à la Cour des comptes de Normandie. Son petit-fils, Jacques III, aura sa chapelle particulière en l'église en 1610. En 1738, le château fut agrandi de deux ailles couvertes de combles à la française. Au milieu du XIXe siècle, M. Mouchel, propriétaire de forges à Aube, l'acheta à la famille Toutain dont il fit la généalogie.
Le colombier voisin est couronné d'une suite d'arcatures destinées à supporter un toit conique.

### Le Bois de la Ville.
Le manoir a été bâtie sous le règne de Louis XIII, mais la façade a été refaite au XVIIIe siècle. Dans l'herbage, à l'est, se situe l'ancien colombier. Un sieur du Bois de la Ville de Glos, commandant du second bataillon du régiment de Bourbon-Infanterie, mourut en 1734 à la bataille de Guastalla. Le propriétaire a longtemps été la famille Le Forestier dont le dernier descendant, Robert, a été maire de Glos pendant vingt-cinq ans.

### La Pitière.
Le manoir doit dater du XVIe siècle. Ses embellissements sont dus à Gilles d'Espinay, bourgeois de Couvains. Guillaume d'Espinay, fils de Gilles, fut anobli en 1644. Le dernier d'Espinay est mort sans héritier en 1715.

### L'église Saint-Agnan.
L'église du village mesure 45 mètres de long : un édifice vaste par rapport à l'étendue du village. Cela s'explique par le fait que lorsqu'elle fut érigée, Glos-la-Ferrière était un bourg important. À tel point qu'il existait à l'origine deux églises selon Orderic Vital (livre III). La seconde devait se situer en bordure nord du bourg à l'entrée du chemin de Chambord. Jusqu'en 1653, il y avait d'ailleurs deux curés.
L'église est inscrite sur la liste des édifices religieux dignes d'intérêt établis sous le nom d'Inventaire départemental

#### Extérieurs
Il y a un dénivelé de 3,5 mètres entre le niveau du terrain autour de l'église et celui sur lequel repose celle-ci. Traditionnellement, le cimetière se trouvait autour de l'église. Au cours des siècles, de la terre a été rapportée pour recouvrir les anciennes tombes et permettre de nouvelles sépultures, ce qui explique cette dénivellation.
Les fondations de l'église sont certainement bien antérieures à l'édifice actuel, tel qu'il fut bâti aux XIe et XIIe siècles. Il est probable, en effet, qu'un lieu de culte chrétien existait là vers le VIe siècle et si des fouilles étaient faites, on trouverait certainement les bases de cet ensemble. Avant cette époque, le site était peut-être un lieu de culte des Romains puisqu'on sait qu'ils sont venus dans cette région, des tombes datant de cette époque ayant été trouvées.
Les fenêtres percées dans la façade de l'église sont de la fin du XVIe siècle, mais on peut apercevoir dans la muraille de la façade sud des fenêtres obturées dont on distingue bien les contours et qui sont des XIe, XIIe et XIIIe siècles. Il existe également des contreforts sur la façade mais qui ne servent en fait qu'au décor. En effet, il n'y a pas de poussée latérale puisque la structure de la toiture en carène de bateau (typiquement normande) est posée sur le mur. On en déduit que l'église est beaucoup plus ancienne que les autres églises romanes que l'on peut voir dans la région.
D'ailleurs, à l'extrémité est, côté chœur, le chevet est carré, alors qu'un peu plus tard l'abside des églises romanes sera arrondie. On aperçoit également dans la façade du chevet deux arrondis en brique qui sont tout simplement des oculi, qui se voient au début de l'époque romane.
La façade de l'église est parsemée de centaines de clous dans les interstices des briques. Le travail du fer a été pendant près de 2 000 ans la richesse de la ville, et devant l'église une vingtaine de commerçants « les Ferrons », avaient un étal de clous et dans la façade du monument chacun exposait les modèles de sa production et espérait une protection divine.
Dans la façade sud, on voit une porte qui n'est plus utilisée de nos jours. Autrefois, on entrait dans l'église non pas par l'extrémité ouest comme aujourd'hui mais par cette porte du sud qui était la porte de la lumière, et on sortait au nord par la petite porte des Morts. Cet ensemble assez exceptionnel a été respecté et gardé intact au fil des siècles. L'illumination nocturne dont bénéficie l'église permet de mettre en valeur ce patrimoine.
Au nord, est greffée une chapelle que date l'inscription « LEN DE GRACE 1610 ».

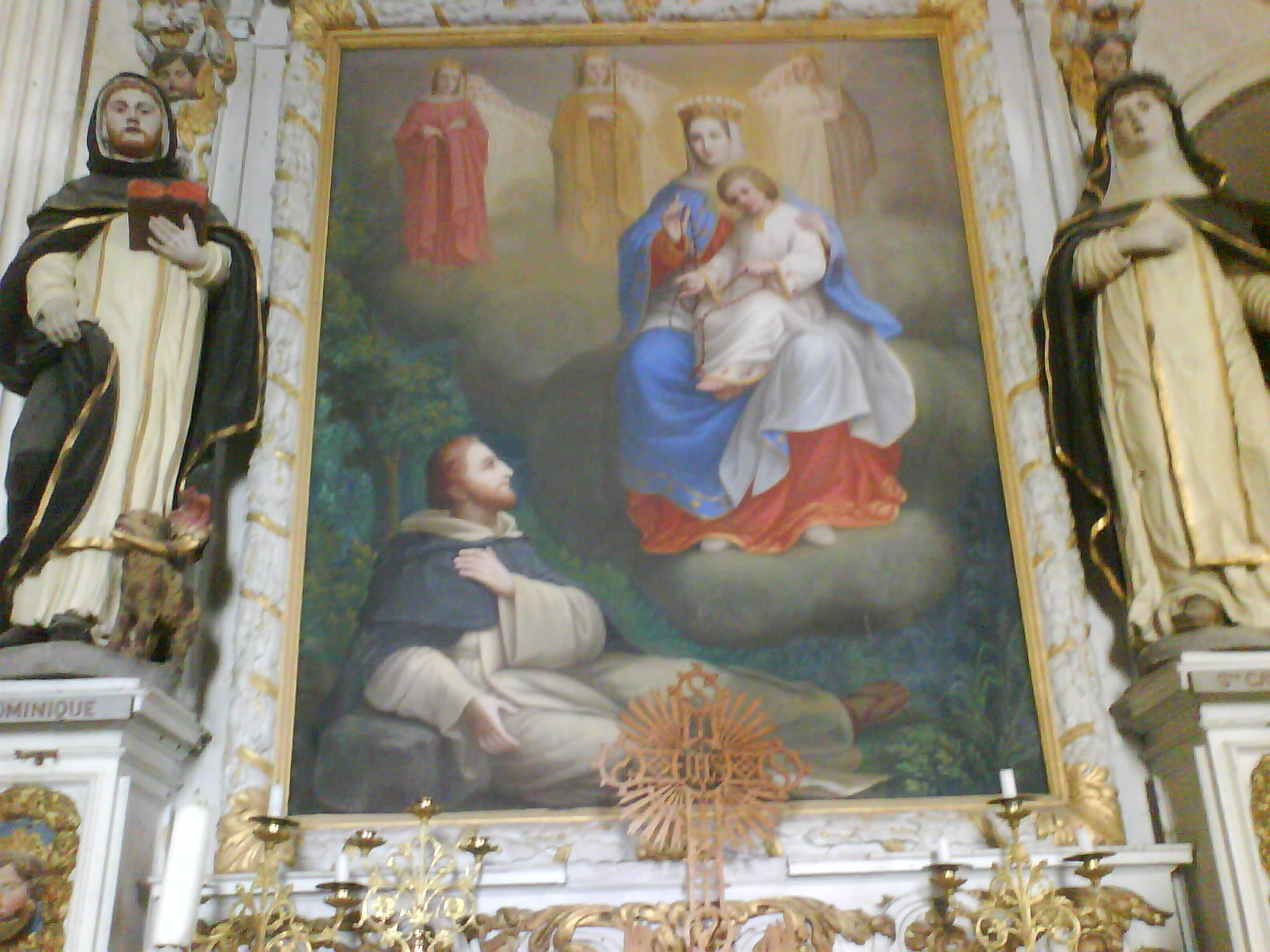
Autel latéral gauche.

#### Intérieur
À l'intérieur se trouve la table de communion qui date de la fin de l'époque Louis XIII. Le lutrin est fait d'un aigle couronné.
L'autel latéral gauche est surmonté d'un tableau rappelant l'importance accordée au rosaire et à l'ordre de saint Dominique. La statue en bois creux de ce dernier, ainsi que celle de sainte Catherine de Sienne entourent l'autel. Ces deux statues sont antérieures à la fin du XVIe siècle. Elles proviennent de la chapelle du château du Boële d'où elles ont été retirées avant démolition.
L'autel latéral de droite est surmonté d'un autre tableau dont l'enfant Jésus qui y figure représente en fait Louis XIV bébé, rappelant ici les œuvres du peintre Largillierre. À gauche de ce tableau se trouve la statue de saint Jacques. Glos est en effet une ville étape d'une des routes de Saint-Jacques-de-Compostelle qui se trouve à 1 800 km de là. À droite se trouve saint Jean Baptiste accompagné d'un agneau symbolisant la douceur et la gentillesse. Devant le maître-autel se trouve un retable de la fin du XVIIe siècle. Au-dessus se trouve une statue de saint Agnan (le patron du village) qui fut évêque d'Orléans, et à ce titre, il a fait reculer Attila. Deux belles autres peintures, le Crucifiement et le sacrifice d'Abraham, ont été achetées en juillet 1910, lors de la vente du château du Boële.
Il faut aussi signaler la présence d'une statue en bois en très mauvais état représentant saint Thibault, le patron des lépreux. Elle séjourna fort longtemps dans la léproserie (la maladrerie) de Glos-la-Ferrière, où étaient isolés et soignés par des religieux, les gens qui avaient été en croisade et qui avaient rapporté la lèpre avec eux. La léproserie fut supprimée en 1696. Quant au baptistère, il s'agit d'une pièce rare à 8 pans, le 8 étant le chiffre de la perfection céleste. Le sacristie, qui se trouve derrière le chœur, date du XVIIIe siècle, fermée par deux portes Louis XV. Le lutrin est doté d'un aigle orné d'une couronne. Cet ornement rare signifie que les habitants de Glos n'avaient pas de « suzerain » et qu'ils étaient « bourgeois » depuis environ l'an 1200.
Au niveau du sol de la voûte, il y a une énorme pierre rectangulaire qui bouche probablement l'entrée de la crypte. Il y avait là-dessous des sarcophages de plomb, qui ont disparu pour faire des balles pour les fusils de la bataille de Valmy notamment. Il y a peut-être d'autres choses à y découvrir.
Enfin, l'église possède un orgue réputé datant de la fin du XVIIIe siècle. Des concerts y sont encore donnés aujourd'hui.

#### Clocher
La construction du clocher débuta vers 1610. Il est constitué d'énormes poutres en chêne permettant au clocher de culminer à 45 mètres. Celles-ci sont ainsi à même de supporter le poids très important des cloches (3,5 à 4 tonnes). On peut se rendre compte de la taille des cloches en observant sur le sol carrelé de l'allée centrale, deux cercles tracés par l'oxyde de cuivre laissés là par elles quand elles y furent déposées à l'occasion de travaux importants.
Les pieds de la voûte soutenant le clocher ne sont pas tous à la même hauteur. Ceci s'explique par le déplacement du clocher au XIIIe siècle, qui était auparavant devant l'église à l'emplacement de la rue d'aujourd'hui selon toute vraisemblance.

### Menhir du Boulay-Filleul.
Il est classé au titre des monuments historiques depuis le 11 mars 1944.

### Ruines médiévales
Ruines, peut être du XIe siècle, à l'est du bourg.

## Activité et manifestations

### Fêtes et foires
La Saint-Éloi, fête des forgerons, était célébrée à la fin du mois de juin. Les forgerons se rendaient à l'église et assistaient à l'office. En chemin, ils chantaient :
C'est aujourd'hui la Saint-Eloi

Suivons tous la même loi.

La forge, il faut la balayer (bis)

Les outils, il faut ramasser ;

Allons au bourg promptement.

Monsieur le curé nous attend.

La messe, il faut écouter (bis)

Et celui qui va la chanter
Au Moyen Âge existait un marché aux chevaux une semaine sur dix. En outre, un marché se tenait au Pratel, sur le fief du Boële, dès 1631, le dernier samedi de septembre. C'était la foire Saint-Michel qui a été supprimée à la Révolution puis rétablie en 1862 accompagnée d'une fête mémorable : messe en musique, concours agricole, cours de chevaux le lendemain au Boële.
Une seconde foire avait lieu le troisième samedi d'avril. Ces deux foires ont été abandonnées après la Première Guerre mondiale. Seul un marché, le samedi, avait été maintenu.

## Personnalités liées à la commune
- Étienne Auguste Gervais (1797 à Glos-la-Ferrière-1875 à Empoli), homme politique.
- Joseph Amos Menant, né à Glos en 1810, cuisinier, inculpé pour l'insurrection de juin 1848 et chercheur d'or parti en 1852 à San Francisco avec Louis Miniac[réf. nécessaire].
- Paul Cornu (Glos-la-Ferrière 1881-Lisieux 1944), inventeur. Auteur du premier vol d'un hélicoptère avec pilote en novembre 1907. Un lycée de Lisieux porte son nom.
- Lucien Lambert (né en 1932), scénariste. Il a participé notamment à l'écriture de la série Belphégor et de Mima. Les réalisateurs Claude Zidi et James Cameron ont été condamnés pour contrefaçon en juin 2004 par la cour d'appel de Paris, celle-ci ayant jugé que le film La Totale ! (de Zidi, 1991) et son remake américain True Lies (de Cameron, 1994), étaient inspirés d'un travail de Lucien Lambert, auteur d'un scénario similaire intitulé Émilie achevé en 1981[réf. nécessaire].